# 莫應帆
莫應帆（英語：Mok Ying-fan，1951年1月15日—）香港註冊中醫師，香港民主民生協進會成員，曾任香港立法局、市政局和區議會「三料議員」。他早年就讀重生中學。現於新蒲崗執業。

## 從政經歷
1985年香港區議會選舉及1988年香港區議會選舉由馮光中及莫應帆當選為黃大仙區議會東頭選區區議員，而莫應帆身份亦由公共房屋政策評議會改為1986年成立的民協。其中1985年鍾熙然及蔡錦亦有參選，然而得票少於馮莫而未能當選（馮3,105，莫2,293，鍾1,938及蔡1,286）；而1988年由於未有其他參選人，馮莫二人自動當選。1989年莫當選為市政局議員。
1980年代後期東頭邨重建，人口遷出而減少，東頭邨所屬的黃大仙區議會東頭選區於1991年香港區議會選舉減為一個議席，是屆選舉由兩位當區議員爭取連任，結果由馮光中以百餘票打敗莫應帆，導致莫於東頭選區連任失敗。1993年港督彭定康推行政改方案改革區議會，取消所有委任議席及雙議席選區制度，全面實行單議席單票制，並改由選區分界及選舉事務委員會制定，區議會選區數目亦因應人口變動而大幅增加，由於東頭邨重建後人口增加，原有的東頭選區依東隆道南北為界，劃為東頭及東美兩個選區。
1994年香港區議會選舉，上屆在東頭選區被馮光中擊敗的市政局議員莫應帆決定改在當時新設的東美選區競選，藉此希望可以重返議會，對手是王永祺，最後莫應帆以大比數得票擊敗對手重返議會。之後的1995年市政局換屆選舉，莫應帆自動當選為立法局議員（市政局界別）。其後莫更加循市政局功能界別晉身立法局。在兩年間莫由一個市政局議員，一躍成為香港少有的「三料議員」。
不過立法局的「直通車」方案遭到中國否決後，當屆的立法局議員任期只有兩年，而中國另起爐灶成立臨時立法會。正當大部分民主派都表明杯葛之際，莫應帆所屬的民協卻走入臨立會，故此民協被民主派人士批評其背叛民主。1997年因民協「又傾又砌」立場，續任為臨時立法會及臨時市政局議員。1998年香港立法會選舉中，民協並未能取得立法會議席。到1998年，莫應帆再次冀望循市政局功能界別進入立法會，卻在加入委任議員之下，被張永森打敗。同時民協亦在加入臨立會的罵名之下，一席不保。到後來立法會決定「殺局」（取消市政局和區域市政局），莫更加連市政局的議席都失去了，只剩下順利過渡的區議會議席。
1999年和2003年香港區議會選舉，莫應帆兩次在無其他候選人之下自動當選。其中2003年區議會選舉期間將東頭邨柏東樓由毗鄰的東美選區納入東頭選區。2007年香港區議會選舉莫應帆繼續競逐連任，東美選區吸納了啟德花園之後因為人口過多，故此將東頭邨偉東樓及榮東樓納入東頭選區。是屆吸引到啟德花園業委會主席蘇肖疇參選。由於莫應帆在當區服務多年，加上莫居於選區內的東頭邨，故此亦能輕易擊敗蘇肖疇，繼而成功連任。
2011年香港區議會選舉，莫應帆繼續競逐連任，而親中派就第一次派人競逐此區席位。事緣工聯會打算競逐區議會（第二）功能界別的議席，並請來已沒當立法會議員的陳婉嫻出山。工聯會考慮過不同的選區，最後陳婉嫻落戶黨友林文輝的龍上選區競選，而林則轉到鄰近的東美選區爭取連任。遇上頗多資源的對手，莫應帆卻選擇不組織助選團、不派傳單、不嗌咪的競選策略，只靠平日與街坊的接觸，最後莫應帆依然勝出。
2015年區議會選舉，莫應帆退休，宣佈不再角逐連任並交棒予同屬民協的施德來，施德來代表民協擊敗民建聯黃國恩，接替民協元老莫應帆，並成功從莫手中接棒。施上屆選舉在深水埗區議會的元州及蘇屋選區被連任多屆的民建聯區議員陳偉明擊敗，期後轉到東美選區服務。在2015年同樣面對來自民建聯的對手，左派派出末代委任區議員黃國恩出戰。經過數年耕耘以及在莫應帆和民協多年來的地區基礎下，施德來成功以大多數選票（即2894票）擊敗民建聯的候選人當選。而黃國恩則成為最後一位選擇連任，但最後敗選的委任議員。2016年施德來在黨內改選後擔任民協主席。

### 歷屆選舉結果
| 政党   | 政党           | 候选人    | 票数  | %     | ±      |
| ------ | -------------- | --------- | ----- | ----- | ------ |
|        | 香港工會聯合會 | ①. 林文輝 | 1,607 | 46.11 | 不適用 |
|        | 民協           | ②. 莫應帆 | 1,878 | 53.89 | -19.96‬ |
| 多数票 | 多数票         | 多数票    | 271   | 7.78  | 不適用 |

| 政党   | 政党   | 候选人    | 票数  | %     | ±      |
| ------ | ------ | --------- | ----- | ----- | ------ |
|        | 民協   | ①. 莫應帆 | 1,567 | 73.85 | 不適用 |
|        | 無黨派 | ②. 蘇肖疇 | 555   | 26.15 | 不適用 |
| 多数票 | 多数票 | 多数票    | 1,012‬ | 47.69 | 不適用 |

| 政党 | 政党 | 候选人 | 票数     | %      | ±      |
| ---- | ---- | ------ | -------- | ------ | ------ |
|      | 民協 | 莫應帆 | 自動當選 | 不適用 | 不適用 |

| 政党 | 政党 | 候选人 | 票数     | %      | ±      |
| ---- | ---- | ------ | -------- | ------ | ------ |
|      | 民協 | 莫應帆 | 自動當選 | 不適用 | 不適用 |

| 政党   | 政党   | 候选人    | 票数  | %     | ±      |
| ------ | ------ | --------- | ----- | ----- | ------ |
|        | 民協   | ①. 莫應帆 | 2,069 | 76.32 | 不適用 |
|        | 無黨派 | ②. 王永祺 | 642   | 23.68 | 不適用 |
| 多数票 | 多数票 | 多数票    | 1,427 | 52.64 | 不適用 |

| 政党   | 政党     | 候选人    | 票数  | %     | ±      |
| ------ | -------- | --------- | ----- | ----- | ------ |
|        | 公民協會 | ①. 馮光中 | 2,780 | 50.93 | 不適用 |
|        | 民協     | ②. 莫應帆 | 2,678 | 49.07 | 不適用 |
| 多数票 | 多数票   | 多数票    | 102   | 1.87  | 不適用 |

| 政党 | 政党   | 候选人    | 票数     | %      | ±      |
| ---- | ------ | --------- | -------- | ------ | ------ |
|      | 民協   | ①. 莫應帆 | 自動當選 | 不適用 | 不適用 |
|      | 無黨派 | ②. 馮光中 | 自動當選 | 不適用 | 不適用 |

| 政党   | 政党       | 候选人    | 票数  | %     | ±      |
| ------ | ---------- | --------- | ----- | ----- | ------ |
|        | 無黨派     | ①. 馮光中 | 3,105 | 36.01 | 不適用 |
|        | 公屋評議會 | ②. 莫應帆 | 2,293 | 26.59 | 不適用 |
|        | 無黨派     | ③. 鍾熙然 | 1,938 | 22.48 | 不適用 |
|        | 無黨派     | ④. 蔡錦   | 1,286 | 14.92 | 不適用 |
| 多数票 | 多数票     | 多数票    | 355   | 4.12  | 不適用 |

## 反對馬會擴大六合彩彩票銷售網絡
香港賽馬會為增加六合彩投注額，曾於1990年計劃授權超級巿場和便利店發售彩票， 事件引起各界密切關注並熱烈討論，莫應帆認為此舉只會鼓勵青少年參與賭博，助長賭博風氣，帶來更多社會問題，遂帶頭成立反對馬會於超級巿場和便利店出售六合彩大聯盟，並與一眾主要來自教育及宗教等界別之反賭博人士沿皇后大道東遊行至跑馬地體育道1號馬會總部示威抗議， 並將請願信交予負責人，成功迫使馬會擱置有關計劃。